# Christian von Sydow (formgivare)

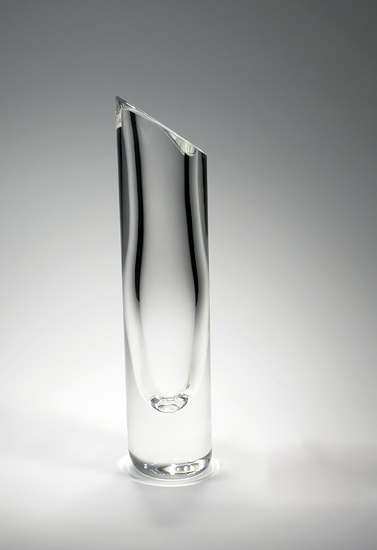
Vas Cymbal, tillverkad på Kosta glasbruk 1985

Christian von Sydow, född 1950 i Lund, är svensk konstnär och formgivare.

## Biografi
Christian von Sydow etablerade sig som studiokeramiker 1974. Under 1980-talet arbetade han med industriformgivning med uppdrag för bland annat Rörstrands Porslinsfabrik och var 1984-1989 anställd som glasformgivare på Kosta Boda. Han har en lång rad utställningar bakom sig i Sverige och utomlands. Han är representerad i många privata och offentliga samlingar. 1996–2006 drev han tillsammans med hustrun Ulla egen glashytta i Smygehamn.
Sedan 2011 bor och arbetar han i Provence.

## Lista

### Offentliga konstverk
- 1993 Lunds Universitetssjukhus
- 2004 Trelleborgs Lasarett

### Utställningar (urval)
- 2000 Glasgalleriet, Växjö
- 2001 Lilla Galleriet, Helsingborg. Galleri Hylteberga, Skurup
- 2003 Swedish Embassy, Tokyo Japan, Odakyo Dept. Store Shinjuku Tokyo Japan, Kajima, Tokyo Japan, Galleri Imma, Mariestad.
- 2004 Galleri Blå, Gärsnäs. Brandt Contemporary Glass, Torshälla

### Utmärkelser och stipendier
- Statens Arbetsstipendium 1978, 1980, 1982, 1986, 1990, 1994
- Projektbidrag 1990, 1991, 1995
- Malmö Industriförenings Stipendium 1979, 1980
- Kulturfonden Sverige Finland 1980
- Malmöhus Läns Landstings Kulturstipendium 1982
- Konsthantverkarnas Vänners Stipendium 1982
- Trelleborgs Allehandas Stipendium 1988.
- Malmö Konststudios Stipendium 1990
- Estrid Ericson 1995
- BUF 1996